# Brian Chesky
Brian Joseph Chesky (Niskayuna, 29 agosto 1981) è un imprenditore e designer statunitense, cofondatore e amministratore delegato di Airbnb.

## Biografia
I genitori di Chesky erano entrambi assistenti sociali. Ha origini italiane e in particolare calabresi: il nonno infatti, ingegnere elettronico e violinista, era nato a Catanzaro. Ha una sorella minore, Allison. Da bambino, Chesky era interessato all'arte, disegnava repliche di dipinti e progettava, ridisegnando scarpe e giocattoli. In seguito si interessò all'architettura e al design. Nel 1999, Chesky ha iniziato a frequentare la Rhode Island School of Design. Ha conseguito il Bachelor of Fine Arts in Design industriale nel 2004. Durante il suo periodo di studio, Chesky ha incontrato Joe Gebbia, che in seguito sarebbe stato uno dei co-fondatori di Airbnb.
Dopo il college, Chesky ha lavorato come designer industriale e stratega presso 3DID, Inc. a Los Angeles. In seguito si trasferisce a San Francisco, dove condivide un appartamento con Gebbia. Nell'ottobre 2007, la Industrial Designers Society of America stava organizzando una conferenza a San Francisco e tutte le camere dell'albergo erano state prenotate. La coppia non poteva permettersi l'affitto per il mese e decise di affittare il loro appartamento per soldi. Comprarono tre materassi ad aria e commercializzarono questa idea come "Airbed and Breakfast", con tre ospiti che soggiornarono la prima notte.
Nel febbraio 2008, l'architetto tecnico Nathan Blecharczyk è diventato il terzo co-fondatore di Airbnb. Ciascun co-fondatore ha assunto un ruolo specifico all'interno della nuova società; Chesky ne è diventato il leader e l'amministratore delegato. Per ricevere finanziamenti, Chesky ed i suoi cofondatori hanno creato cereali in edizione speciale chiamati "Obama O's" e "Cap'n McCains", basati sui candidati presidenziali Barack Obama e John McCain. Impressionati dalle scatole di cereali, la società di investimenti Y Combinator ha accettato Airbnb nel suo programma di finanziamento. Nel suo primo anno, la società ha iniziato un programma di internazionalizzazione e ha aperto diversi uffici in Europa. Nel 2011 Chesky ha scritto una lettera a nome della società per la gestione di un reclamo residente in merito ad atti di vandalismo degli inquilini annunciando una hotline di 24 ore, ulteriore supporto del personale e una garanzia per furto o atti di vandalismo.
A marzo 2015, Airbnb ha una valutazione di 20 miliardi di dollari. Il 1º giugno 2016, Chesky si è unito a Warren Buffett e Bill Gates per fondare "The Giving Pledge", un gruppo selezionato di miliardari che si sono impegnati a donare la maggior parte della loro ricchezza. Ha descritto alcune delle sue motivazioni: "Con questo impegno, voglio aiutare più ragazzi a realizzare il tipo di viaggio che ho avuto. Voglio mostrare loro che i loro sogni non sono limitati da ciò che possono vedere di fronte a loro I loro limiti non sono così limitati: una volta Walt Disney disse: "Se puoi sognarlo, puoi farlo". Mi piacerebbe aiutarli a sognare ".